# Impulsreferat
In einem Impulsreferat (auch Impulsvortrag) legt der Referent in höchstens zwanzig Minuten kurz und prägnant die Kerndaten und absolut wichtigsten Fakten zu einem bestimmten Themenkomplex, einer Sachlage etc. dar und stellt die sich daraus ergebenden Thesen vor, um relativ schnell zu einer fruchtbaren, möglichst kontroversen Diskussion zu gelangen, bei der der Referent den Gang der Diskussion mittels seiner vorgegebenen Fragen bestimmt. Es unterscheidet sich vom Typus des klassischen Referates bzw. Vortrages dementsprechend vor allem bezüglich seiner wesentlich geringeren Länge und der damit zwangsläufig einhergehenden prägnanten, oft bruchstückhaften Darstellungsweise.
Vordergründige Funktion des Impulsreferates ist es damit, einen Einblick in ein oft sehr spezifisches Sachgebiet zu gewähren, inhaltlich kontroverse und mitunter oft konträre Standpunkte herauszuarbeiten und diese auf Basis der zuvor gegebenen einleitenden Fakten ausgiebiger zu diskutieren. Es geht also letztlich darum, in sehr kurzer Zeit möglichst viel grundlegendes Basiswissen und die zur Diskussion der Thesen als relevant erachteten Fakten zu vermitteln.